# Charsznica
Charsznica è un comune rurale polacco del distretto di Miechów, nel voivodato della Piccola Polonia.
Ricopre una superficie di 78,28 km² e nel 2004 contava 7 795 abitanti.